# Andrew Webster (rugby à XIII)
Pour les articles homonymes, voir Andrew Webster.
Pas d'image ? Cliquez ici
Andrew Webster, né le 17 janvier 1982 à Sydney (Australie), est un entraîneur australien de rugby à XIII dans les années 2010 et 2020.
Joueur amateur de rugby à XIII en Australie, Andrew Webster s'est très vite tournée vers le poste d'entraîneur et intègre l'encadrement de clubs professionnels en étant assistant des entraîneurs à Hull KR et Paramatta Eels. Il obtient ses premiers rôles d'entraîneurs dans des équipes juniors de grands clubs avec Balmain Tigers, Parramatta Eels et les Wests Tigers, avant de redevenir assistant d'entraîneur aux New Zealand Warriors, Wests Tigers et Penrith Panthers.
Il connaît sa première expérience d'entraîneur principal d'un club de National Rugby League en prenant l'interim de Jason Taylor en 2017 à la suite du limogeage de ce dernier durant près d'un mois. Sa seconde expérience en revanche est plus cadrée en étant recruter à ce poste par les New Zealand Warriors à partir de la saison 2023. Il amène le club en demi-finale de la NRL et lui-même est désigné meilleur entraîneur de la National Rugby League pour sa première année complète.

## Palmarès

### En tant qu'entraîneur
- Individuel :
  - Nommé meilleur entraîneur de la National Rugby League : 2023 (New Zealand).

#### Détails en club
| Année | Année | Club                 | Compétition | Saison régulière | Saison régulière | Saison régulière | Saison régulière | Saison régulière | Phase finale | Phase finale | Phase finale | Phase finale | Phase finale |
| Année | Année | Club                 | Compétition | Class.           | MJ               | V.               | N.               | D.               | Perf.        | MJ           | V.           | N.           | D.           |
| Adjoint de Jason Taylor aux Wests Tigers, il remplace celui-ci lors de deux rencontres en 2017 après son limogeage |       |                      |             |                  |                  |                  |                  |                  |              |              |              |              |              |
| 2017 | 2017  | Wests Tigers         | NRL         | 14e              | 2                | 0                | 0                | 2                | Non qualifié | -            | -            | -            | -            |
| Adjoint d'Ivan Cleary aux Penrith Panthers, il remplace celui-ci lors d'une rencontre en 2022                      |       |                      |             |                  |                  |                  |                  |                  |              |              |              |              |              |
| 2022 | 2022  | Penrith Panthers     | NRL         | 1er              | 1                | 0                | 0                | 1                | Champion     | -            | -            | -            | -            |
| 2023 | 2023  | New Zealand Warriors | NRL         | 4e               | 24               | 16               | 0                | 8                | Finale prél. | 3            | 1            | 0            | 12           |
| 2024 | 2024  | New Zealand Warriors | NRL         | 13e              | 24               | 9                | 1                | 14               | Non qualifié | -            | -            | -            | -            |
| 2025 | 2025  | New Zealand Warriors | NRL         | -                | -                | -                | -                |                  | -            | -            | -            | -            | -            |